# Peter Stamm
Peter Stamm (* 18. ledna 1963 Münsterlingen, Thurgau) je švýcarský spisovatel.

## Život a dílo
Peter Stamm se narodil do rodiny účetního a vyrůstal společně s trojicí sourozenců ve Weinfelden v kantonu Thurgau.
Jeho prvotina Agnes z roku 1998 se v tuzemsku dočkala divadelního zpracování. Novelu nastudovalo roku 2011 Divadlo Komedie, ústřední dvojici ztvárnili Martin Pechlát a Ivana Uhlířová (režie: Alexander Riemenschneider, dramaturgie: Viktorie Knotková).

## Přehled děl (výběr)
(řazeno chronologicky od nejstaršího, česky dostupná vydání vyznačena tučně)
- Agnes (Agnes, 1998, do češtiny přel. Hugo Kysilka a Marie Išková, Dauphin, Praha, 2008)
- Blitzeis (1999)
- Krajina náhodného žití (Ungefähre Landschaft, 2001, do češtiny přel. Hugo Kysilka a Marie Išková, Dauphin, Praha, 2009)
- V cizích zahradách (In fremden Gärten, 2003, do češtiny přel. Hugo Kysilka a Marie Išková, Dauphin, Praha, 2011)
- Wir fliegen (2008, Letíme)
- Sieben Jahre (2009, Sedm let)
- Seerücken (2011)
- Nacht ist der Tag (2014, Noc je den)
- Weit über das Land (2016)
- Jemná lhostejnost světa (Die sanfte Gleichgültigkeit der Welt, 2018, do češtiny přel. Marta Eich, Plus, Praha 2019)